# Torneo del Interior B 2009
El Torneo del Interior B de 2009, también llamado "Torneo del Interior 2009 - Zona Ascenso", fue la quinta edición del segundo nivel del Torneo del Interior, competencia organizada por la Unión Argentina de Rugby que reúne a los mejores clubes de todas las uniones provinciales de la Argentina, excluyendo a la Unión de Rugby de Buenos Aires. Se llevó a cabo entre el 26 de septiembre y el 14 de noviembre de 2009.
Los Torneo del Interior A y B volvieron a disputarse tras cuatro temporadas de ausencia causadas por la reestructuración de competencias llevadas a cabo en la temporada 2005. La nueva versión del torneo redujo la cantidad de equipos de 32 a 16 participantes, además de otros cambios como el sistema de clasificación y cupos.
Huirapuca se consagró campeón al derrotar a Tala de Córdoba por 23 a 20 en la final, obteniendo así su primer título en la historia del torneo y su segundo título a nivel nacional, tras la obtención del Nacional A2 de 2002. El conjunto cordobés había logrado revertir un resultado parcial de 16-0 a diez minutos del final, pero el conjunto tucumano logró quedarse con la victoria en la final a través de un try en la última jugada marcado por Pedro Peluffo.

## Equipos participantes
Clasificaron al torneo 16 clubes, provenientes de ocho uniones provinciales distintas, las cuales clasificaron de acuerdo a su desempeño en los distintos torneos regionales: 3 del Torneo Regional Centro, 3 del Torneo Regional del Litoral, 2 del Torneo Regional del NOA, 2 del Torneo Regional del NEA, 2 del Torneo Regional del Oeste, 2 del Torneo Regional Pampeano y 2 del Torneo Regional Patagónico.
| Club                      | Vía de clasificación                                |
| ------------------------- | --------------------------------------------------- |
| Tala                      | 4.º puesto en el Torneo Regional Centro 2009.       |
| Jockey Club de Córdoba    | 5.º puesto en el Torneo Regional Centro 2009.       |
| Universitario de Córdoba. | 6.º puesto en el Torneo Regional Centro 2009.       |
| Santa Fe Rugby Club       | 5.º puesto en el Torneo Regional del Litoral 2009.  |
| CRAI                      | 6.º puesto en el Torneo Regional del Litoral 2009.  |
| Universitario de Santa Fe | 7.º puesto en el Torneo Regional del Litoral 2009.  |
| CURNE                     | Campeón del Torneo Regional del Nordeste 2009.      |
| San Patricio              | Subcampeón del Torneo Regional del Nordeste 2009.   |
| Universitario de Salta    | 5.º puesto en el Torneo Regional del Noroeste 2009. |
| Huirapuca                 | 6.º puesto en el Torneo Regional del Noroeste 2009. |
| Mendoza Rugby Club        | 3.º puesto en el Torneo Regional del Oeste 2009.    |
| Teqüe Rugby Club          | 4.º puesto en el Torneo Regional del Oeste 2009.    |
| Comercial Rugby Club      | 3.º puesto en el Torneo Regional Pampeano 2009.     |
| Pueyrredón Rugby Club     | 4.º puesto en el Torneo Regional Pampeano 2009.     |
| Marabunta                 | Campeón del Torneo Regional Patagónico 2009.        |
| Neuquén Rugby Club        | Subcampeón del Torneo Regional Patagónico 2009.     |

### Distribución geográfica de los equipos
| Jurisdicción              | Cant. | Equipos                                   |
| ------------------------- | ----- | ----------------------------------------- |
| Provincia de Santa Fe     | 3     | Universitario de Santa Fe, CRAI, Santa Fé |
| Provincia de Córdoba      | 3     | Tala,Universitario, Jockey de Córdoba     |
| Provincia de Buenos Aires | 2     | Comercial, Pueyrredon                     |
| Provincia de Mendoza      | 2     | Teqüe, Mendoza                            |
| Provincia de Chaco        | 2     | San Patricio, CURNE                       |
| Provincia de Tucumán      | 1     | Huirapuca                                 |
| Provincia de Salta        | 1     | Universitario                             |
| Provincia de Neuquén      | 1     | Neuquén                                   |
| Provincia de Río Negro    | 1     | Marabunta                                 |

## Nuevo formato
La nueva versión del torneo contó con una serie de cambios respecto a su última temporada en 2004 y las últimas temporadas del Nacional de Clubes expandido, tanto en su forma de competición como en su régimen de clasificación.

### Clasificación
La cantidad de equipos participantes en el Torneo del Interior A y Torneo del Interior B se redujo de 16 y 32 a 15 y 16, respectivamente. Con el advenimiento de los torneo regionales Pampeano y Patagónico, todos los cupos fueron determinados por los torneos regionales, dejando de lado los torneos provinciales y semi-regionales como los de Mar del Plata, Austral, Bahía Blanca, etc. 
La cantidad de cupos otorgados a cada torneo regional fueron determinados por un nuevo criterio de distribución, dejando de lado los valores otorgados a las uniones provinciales que componen cada torneo e introduciendo un sistema de intercambio de plazas entre ambas divisiones para determinar los cupos de la temporada siguiente. Además, se abandonó el sistema de ventanas intercaladas utilizada por el Nacional de Clubes entre 2005 y 2008, con el torneo disputándose nuevamente tras la conclusión de los torneo regionales. Debido a esto, los equipos volvieron a clasificar de acuerdo a su desempeño en el torneo regional de la misma temporada que el Torneo del Interior, en lugar de la temporada anterior.

### Sistema de competición
En la primera fase los dieciséis equipos fueron divididos en cuatro zonas de cuatro equipos cada una, las cuales se resolvieron bajo el sistema de todos contra todos a dos rondas, con cada equipo disputando un partido de local y de visitante ante cada rival. Se utilizó el sistema de puntos bonus, otorgando 4 puntos por partido ganado, 2 por empatado, 0 por perdido, 1 punto bonus por marcar cuatro tries o más y 1 punto bonus por perder por siete puntos o menos.
Los ganadores de cada zona clasificaron a la fase final, la cual se definió a eliminación directa en dos rondas: semifinales y final, con el ganador consagrándose como el campeón de esta temporada. La región de origen del equipo campeón recibió una plaza extra para el Torneo del Interior A 2010.

## Fase de grupos

### Zona 1
| Pos. | Equipos         | Partidos | Partidos | Partidos | Tantos | Tantos | Tantos | Pts. |
| Pos. | Equipos         | G        | E        | P        | PF     | PC     | DP     | Pts. |
| ---- | --------------- | -------- | -------- | -------- | ------ | ------ | ------ | ---- |
| 1.°  | Jockey Club (C) | 4        | 0        | 2        | 150    | 97     | +53    | 21   |
| 2.°  | Santa Fe RC     | 4        | 0        | 2        | 192    | 170    | +22    | 20   |
| 3.°  | CURNE           | 2        | 0        | 4        | 109    | 115    | -6     | 13   |
| 4.°  | San Patricio    | 1        | 0        | 5        | 110    | 179    | -69    | 8    |

|  | Clasifica a semifinales |

| 26 de septiembre | CURNE | 21 - 28 | Santa Fe RC |                                         |                                         |
|                  |       | Reporte |             | Árbitro(s): Juan Cruz Tissera (Córdoba) | Árbitro(s): Juan Cruz Tissera (Córdoba) |

| 26 de septiembre | San Patricio | 19 - 25 | Jockey Club (C) |                                            |                                            |
|                  |              | Reporte |                 | Árbitro(s): Diego Duglovitzky (Entre Ríos) | Árbitro(s): Diego Duglovitzky (Entre Ríos) |

| 3 de octubre | Jockey Club (C) | 18 - 10 | CURNE |                                     |                                     |
|              |                 | Reporte |       | Árbitro(s): Daniel Araque (Austral) | Árbitro(s): Daniel Araque (Austral) |

| 3 de octubre | San Patricio | 52 - 15 | Santa Fe RC |                                    |                                    |
|              |              | Reporte |             | Árbitro(s): Agustín Auad (Tucumán) | Árbitro(s): Agustín Auad (Tucumán) |

| 10 de octubre | CURNE | 10 - 0  | San Patricio |                                      |                                      |
|               |       | Reporte |              | Árbitro(s): Luis Martínez (Misiones) | Árbitro(s): Luis Martínez (Misiones) |

| 10 de octubre | Santa Fe RC | 26 - 24 | Jockey Club (C) |                                         |                                         |
|               |             | Reporte |                 | Árbitro(s): Juan Lalanne (Buenos Aires) | Árbitro(s): Juan Lalanne (Buenos Aires) |

| 17 de octubre | Santa Fe RC | 34 - 32 | CURNE |                                      |                                      |
|               |             | Reporte |       | Árbitro(s): Joaquín Montes (Uruguay) | Árbitro(s): Joaquín Montes (Uruguay) |

| 17 de octubre | Jockey Club (C) | 36 - 10 | San Patricio |                                        |                                        |
|               |                 | Reporte |              | Árbitro(s): Alejandro García (Rosario) | Árbitro(s): Alejandro García (Rosario) |

| 24 de octubre | CURNE | 12 - 11 | Jockey Club (C) |                                      |                                      |
|               |       | Reporte |                 | Árbitro(s): Marcelo Albaca (Tucumán) | Árbitro(s): Marcelo Albaca (Tucumán) |

| 24 de octubre | Santa Fe RC | 69 - 5  | San Patricio |                                            |                                            |
|               |             | Reporte |              | Árbitro(s): Hernán Iglesias (Buenos Aires) | Árbitro(s): Hernán Iglesias (Buenos Aires) |

| 31 de octubre | San Patricio | 24 - 24 | CURNE |                                    |                                    |
|               |              | Reporte |       | Árbitro(s): Augusto Baez (Formosa) | Árbitro(s): Augusto Baez (Formosa) |

| 31 de octubre | Jockey Club (C) | 36 - 20 | Santa Fe RC |                                           |                                           |
|               |                 | Reporte |             | Árbitro(s): Federico Cosse (Buenos Aires) | Árbitro(s): Federico Cosse (Buenos Aires) |

### Zona 2
| Pos. | Equipos           | Partidos | Partidos | Partidos | Tantos | Tantos | Tantos | Pts. |
| Pos. | Equipos           | G        | E        | P        | PF     | PC     | DP     | Pts. |
| ---- | ----------------- | -------- | -------- | -------- | ------ | ------ | ------ | ---- |
| 1.°  | Huirapuca         | 6        | 0        | 0        | 187    | 145    | +42    | 28   |
| 2.°  | Mendoza RC        | 3        | 0        | 3        | 142    | 131    | +11    | 16   |
| 3.°  | Teqüe             | 2        | 0        | 4        | 113    | 133    | -20    | 10   |
| 4.°  | Universitario (S) | 1        | 0        | 5        | 133    | 166    | -33    | 9    |

|  | Clasifica a semifinales |

| 26 de septiembre | Mendoza RC | 39 - 20 | Universitario (S) |                                     |                                     |
|                  |            | Reporte |                   | Árbitro(s): Javier Olalla (Córdoba) | Árbitro(s): Javier Olalla (Córdoba) |

| 26 de septiembre | Teqüe | 19 - 20 | Huirapuca |                                        |                                        |
|                  |       | Reporte |           | Árbitro(s): Emilio Traverso (Santa Fe) | Árbitro(s): Emilio Traverso (Santa Fe) |

| 3 de octubre | Huirapuca | 43 - 35 | Mendoza RC |                                        |                                        |
|              |           | Reporte |            | Árbitro(s): Eugenio Romanini (Rosario) | Árbitro(s): Eugenio Romanini (Rosario) |

| 3 de octubre | Teqüe | 20 - 24 | Universitario (S) |                                     |                                     |
|              |       | Reporte |                   | Árbitro(s): Eugenio Morra (Córdoba) | Árbitro(s): Eugenio Morra (Córdoba) |

| 10 de octubre | Mendoza RC | 10 - 14 | Teqüe |                                      |                                      |
|               |            | Reporte |       | Árbitro(s): César Dalla Torre (Cuyo) | Árbitro(s): César Dalla Torre (Cuyo) |

| 10 de octubre | Universitario (S) | 22 - 26 | Huirapuca |                                      |                                      |
|               |                   | Reporte |           | Árbitro(s): Matías Pascual (Tucumán) | Árbitro(s): Matías Pascual (Tucumán) |

| 17 de octubre | Universitario (S) | 24 - 26 | Mendoza RC |                                        |                                        |
|               |                   | Reporte |            | Árbitro(s): Emilio Traverso (Santa Fe) | Árbitro(s): Emilio Traverso (Santa Fe) |

| 17 de octubre | Huirapuca | 46 - 27 | Teqüe |                                         |                                         |
|               |           | Reporte |       | Árbitro(s): Juan Cruz Tissera (Córdoba) | Árbitro(s): Juan Cruz Tissera (Córdoba) |

| 24 de octubre | Mendoza RC | 10 - 19 | Huirapuca |                                       |                                       |
|               |            | Reporte |           | Árbitro(s): Alejandro García (Rosario | Árbitro(s): Alejandro García (Rosario |

| 24 de octubre | Universitario (S) | 11 - 22 | Teqüe |                                               |                                               |
|               |                   | Reporte |       | Árbitro(s): Cristian Debialoskurski (Córdoba) | Árbitro(s): Cristian Debialoskurski (Córdoba) |

| 31 de octubre | Teqüe | 11 - 22 | Mendoza RC |                                   |                                   |
|               |       | Reporte |            | Árbitro(s): Osvaldo Cuello (Cuyo) | Árbitro(s): Osvaldo Cuello (Cuyo) |

| 31 de octubre | Huirapuca | 33 - 32 | Universitario (S) |                                    |                                    |
|               |           | Reporte |                   | Árbitro(s): Carlos Pinto (Tucumán) | Árbitro(s): Carlos Pinto (Tucumán) |

### Zona 3
| Pos. | Equipos            | Partidos | Partidos | Partidos | Tantos | Tantos | Tantos | Pts. |
| Pos. | Equipos            | G        | E        | P        | PF     | PC     | DP     | Pts. |
| ---- | ------------------ | -------- | -------- | -------- | ------ | ------ | ------ | ---- |
| 1.°  | Tala               | 6        | 0        | 0        | 255    | 62     | +193   | 30   |
| 2.°  | Universitario (C)  | 3        | 0        | 3        | 126    | 170    | -44    | 15   |
| 3.°  | Universitario (SF) | 2        | 1        | 3        | 106    | 172    | -66    | 11   |
| 4.°  | CRAI               | 0        | 1        | 5        | 83     | 166    | -83    | 2    |

|  | Clasifica a semifinales |

| 26 de septiembre | Tala | 56 - 8  | Universitario (C) |                                      |                                      |
|                  |      | Reporte |                   | Árbitro(s): Javier Mancuso (Córdoba) | Árbitro(s): Javier Mancuso (Córdoba) |

| 26 de septiembre | CRAI | 11 - 11 | Universitario (SF) |                                         |                                         |
|                  |      | Reporte |                    | Árbitro(s): Martín Rodríguez (Santa Fe) | Árbitro(s): Martín Rodríguez (Santa Fe) |

| 3 de octubre | Universitario (SF) | 12 - 47 | Tala |                                          |                                          |
|              |                    | Reporte |      | Árbitro(s): Fernando Martorell (Tucumán) | Árbitro(s): Fernando Martorell (Tucumán) |

| 3 de octubre | CRAI | 23 - 31 | Universitario (C) |                                    |                                    |
|              |      | Reporte |                   | Árbitro(s): Carlos Pinto (Tucumán) | Árbitro(s): Carlos Pinto (Tucumán) |

| 10 de octubre | Universitario (C) | 36 - 27 | Universitario (SF) |                                    |                                    |
|               |                   | Reporte |                    | Árbitro(s): Agustín Auad (Tucumán) | Árbitro(s): Agustín Auad (Tucumán) |

| 10 de octubre | CRAI | 3 - 32  | Tala |                                      |                                      |
|               |      | Reporte |      | Árbitro(s): Marcelo Albaca (Tucumán) | Árbitro(s): Marcelo Albaca (Tucumán) |

| 17 de octubre | Universitario (C) | 13 - 38 | Tala |                                     |                                     |
|               |                   | Reporte |      | Árbitro(s): Eugenio Morra (Córdoba) | Árbitro(s): Eugenio Morra (Córdoba) |

| 17 de octubre | Universitario (SF) | 34 - 16 | CRAI |                                     |                                     |
|               |                    | Reporte |      | Árbitro(s): Daniel Araque (Austral) | Árbitro(s): Daniel Araque (Austral) |

| 24 de octubre | Tala | 51 - 10 | Universitario (SF) |                                      |                                      |
|               |      | Reporte |                    | Árbitro(s): Marcelo Romero (Formosa) | Árbitro(s): Marcelo Romero (Formosa) |

| 24 de octubre | Universitario (C) | 27 - 14 | CRAI |                                         |                                         |
|               |                   | Reporte |      | Árbitro(s): Andrés Benítez (Alto Valle) | Árbitro(s): Andrés Benítez (Alto Valle) |

| 31 de octubre | Universitario (SF) | 12 - 11 | Universitario (C) |                                                 |                                                 |
|               |                    | Reporte |                   | Árbitro(s): Francisco Cersósimo (Mar del Plata) | Árbitro(s): Francisco Cersósimo (Mar del Plata) |

| 31 de octubre | Tala | 31 - 16 | CRAI |                                    |                                    |
|               |      | Reporte |      | Árbitro(s): Agustín Auad (Tucumán) | Árbitro(s): Agustín Auad (Tucumán) |

### Zona 4
| Pos. | Equipos    | Partidos | Partidos | Partidos | Tantos | Tantos | Tantos | Pts. |
| Pos. | Equipos    | G        | E        | P        | PF     | PC     | DP     | Pts. |
| ---- | ---------- | -------- | -------- | -------- | ------ | ------ | ------ | ---- |
| 1.°  | Neuquén RC | 5        | 0        | 1        | 127    | 69     | +58    | 22   |
| 2.°  | Comercial  | 3        | 1        | 2        | 117    | 120    | -3     | 16   |
| 3.°  | Marabunta  | 3        | 0        | 3        | 147    | 104    | +43    | 16   |
| 4.°  | Pueyrredón | 0        | 1        | 5        | 49     | 147    | -98    | 3    |

|  | Clasifica a semifinales |

| 26 de septiembre | Marabunta | 25 - 37 | Comercial |                                      |                                      |
|                  |           | Reporte |           | Árbitro(s): Gustavo Pérez (San Juan) | Árbitro(s): Gustavo Pérez (San Juan) |

| 26 de septiembre | Neuquén RC | 31 - 11 | Pueyrredón |                                       |                                       |
|                  |            | Reporte |            | Árbitro(s): Ramiro Cisneros (Austral) | Árbitro(s): Ramiro Cisneros (Austral) |

| 3 de octubre | Pueyrredón | 5 - 37  | Marabunta |                                           |                                           |
|              |            | Reporte |           | Árbitro(s): Federico Cosse (Buenos Aires) | Árbitro(s): Federico Cosse (Buenos Aires) |

| 3 de octubre | Neuquén RC | 25 - 8  | Comercial |                                 |                                 |
|              |            | Reporte |           | Árbitro(s): Andrés Ramos (Cuyo) | Árbitro(s): Andrés Ramos (Cuyo) |

| 10 de octubre | Marabunta | 8 - 9   | Neuquén RC |                                       |                                       |
|               |           | Reporte |            | Árbitro(s): Victor Riera (Alto Valle) | Árbitro(s): Victor Riera (Alto Valle) |

| 10 de octubre | Comercial | 13 - 8  | Pueyrredón |                                           |                                           |
|               |           | Reporte |            | Árbitro(s): Matías Dramis (Mar del Plata) | Árbitro(s): Matías Dramis (Mar del Plata) |

| 17 de octubre | Comercial | 36 - 22 | Marabunta |                                           |                                           |
|               |           | Reporte |           | Árbitro(s): Maximiliano Miranda (Tucumán) | Árbitro(s): Maximiliano Miranda (Tucumán) |

| 17 de octubre | Pueyrredón | 10 - 20 | Neuquén RC |                                       |                                       |
|               |            | Reporte |            | Árbitro(s): Federico Fioravanti (Sur) | Árbitro(s): Federico Fioravanti (Sur) |

| 24 de octubre | Marabunta | 36 - 5  | Pueyrredón |                                       |                                       |
|               |           | Reporte |            | Árbitro(s): Gastón Pedraza (San Juan) | Árbitro(s): Gastón Pedraza (San Juan) |

| 25 de octubre | Comercial | 13 - 30 | Neuquén RC |                                        |                                        |
|               |           | Reporte |            | Árbitro(s): Ramiro García Gamero (Sur) | Árbitro(s): Ramiro García Gamero (Sur) |

| 31 de octubre | Neuquén RC | 12 - 19 | Marabunta |                                        |                                        |
|               |            | Reporte |           | Árbitro(s): Martín Miguel (Alto Valle) | Árbitro(s): Martín Miguel (Alto Valle) |

| 31 de octubre | Pueyrredón | 10 - 10 | Comercial |                                       |                                       |
|               |            | Reporte |           | Árbitro(s): Victor Riera (Alto Valle) | Árbitro(s): Victor Riera (Alto Valle) |

## Fase final

### Cuadro de desarrollo
|  | Semifinales     | Semifinales    |           |      | Final           | Final           |  |
|  | 7 de noviembre  | 7 de noviembre |           |      | 14 de noviembre | 14 de noviembre |  |
|  |                 |                |           |      |                 |                 |  |
|  |                 |                |           |      |                 |                 |  |
|  | Tala            | 29             |           |      |                 |                 |  |
|  | Tala            | 29             |           |      |                 |                 |  |
|  | Neuquén RC      | 10             |           |      |                 |                 |  |
|  | Neuquén RC      | 10             |           | Tala | 20              |                 |  |
|  |                 |                |           | Tala | 20              |                 |  |
|  |                 |                | Huirapuca | 23   |                 |                 |  |
|  | Huirapuca       | 16             | Huirapuca | 23   |                 |                 |  |
|  | Huirapuca       | 16             |           |      |                 |                 |  |
|  | Jockey Club (C) | 14             |           |      |                 |                 |  |
|  | Jockey Club (C) | 14             |           |      |                 |                 |  |
|  |                 |                |           |      |                 |                 |  |

### Semifinales
| 7 de noviembre | Huirapuca | 16 - 14 | Jockey Club (C) |                                     |                                     |
|                |           | Reporte |                 | Árbitro(s): Gustavo Ianchina (Cuyo) | Árbitro(s): Gustavo Ianchina (Cuyo) |

| 7 de noviembre | Neuquén RC | 10 - 29 | Tala |                                 |                                 |
|                |            | Reporte |      | Árbitro(s): Andrés Ramos (Cuyo) | Árbitro(s): Andrés Ramos (Cuyo) |

### Final
| 14 de noviembre | Tala | 20 - 23 | Huirapuca |                                          |                                          |
|                 |      | Reporte |           | Árbitro(s): Matías Fresia (Buenos Aires) | Árbitro(s): Matías Fresia (Buenos Aires) |

| Bandera de la Provincia de Tucumán |
| Huirapuca Campeón                  |
| Primer título                      |
|                                    |